# 吴光范
吴光范（1939年1月—2025年4月12日），男，重庆璧山人，中华人民共和国政治人物，曾任云南省人民政府秘书长，云南省人大常委会副主任。